# Lovehatetragedy
Lovehatetragedy je třetí studiové album kalifornské rockové skupiny Papa Roach. Album bylo vydáno 18. června 2002 a obsahuje celkem 11 písniček. Je to zároveň poslední album, které skupina vydala pod křídly DreamWorks Records.

## Styl hudby
Skupina na své třetí desce pomalu upouští od rapování a začleňuje více běžného zpěvu, čímž se přiklání spíše k alternativnímu rocku a alternativnímu metalu než k dosavadnímu nu metalu. I přes to můžeme na albu najít songy, kde se rap nachází, například v songu She Loves Me Not nebo Time and Time Again.

## Seznam skladeb
Všechny skladby byly sepsány členy Papa Roach.
| Pořadí         | Název                                  | Délka |
| -------------- | -------------------------------------- | ----- |
| 1.             | M-80 (Explosive Energy Movement)       | 2:26  |
| 2.             | Life Is a Bullet                       | 4:05  |
| 3.             | Time and Time Again                    | 2:58  |
| 4.             | Walking Thru Barbed Wire               | 3:04  |
| 5.             | Decompression Period                   | 3:59  |
| 6.             | Born with Nothing, Die with Everything | 3:49  |
| 7.             | She Loves Me Not                       | 3:29  |
| 8.             | Singular Indestructible Droid          | 3:48  |
| 9.             | Black Clouds                           | 4:01  |
| 10.            | Code of Energy                         | 4:04  |
| 11.            | Lovehatetragedy                        | 3:11  |
| Celková délka: | Celková délka:                         | 38:54 |

## Osazenstvo
Papa Roach
- Jacoby Shaddix – vokály
- Jerry Horton – kytara, vokály v pozadí
- Tobin Esperance – baskytara, vokály v pozadí
- Dave Buckner – bubny a bicí nástroje